# Robert Stadlober
Robert Stadlober (Friesach, 3 agosto 1982) è un attore, musicista e doppiatore austriaco.

## Biografia
Robert Stadlober nasce a Friesach in Carinzia, figlio dell'ingegnere elettrico Martin Stadlober e della berlinese Margit e ha passato la sua infanzia a Sankt Lorenzen bei Scheifling in Stiria. All'età di otto anni i suoi genitori si separarono e la madre si trasferì a Berlino con lui e sua sorella minore Anja. A undici anni, spinto dalla madre, ha iniziato a lavorare come doppiatore e successivamente ottenne anche piccoli ruoli sia in produzioni televisive che cinematografiche. Ancora molto giovane, all'età di quindici anni, lasciò gli studi e si trasferì nel quartiere berlinese Kreuzberg.
Oltre alla recitazione Robert è impegnato anche in campo musicale. Come primo strumento musicale iniziò a suonare il violino, per poi passare alla chitarra all'età di tredici anni. Musicalmente si è ispirato a gruppi musicali come The Lemonheads, Sebadoh e Nirvana.

### Carriera
La carriera di Robert inizia nel 1995, recitando nel film per la televisione Ausweglos. Da quell'anno in poi iniziò ad apparire in alcune produzioni televisive soprattutto in ruoli minori. Nel 1999 ottiene il suo primo ruolo importante, quello del fan dei Rolling Stones Wuschel, nella commedia nostalgica Sonnenallee. Nel 2000 ottiene il ruolo del protagonista Benjamin Lebert, un sedicenne parzialmente disabile, nel film Crazy. Grazie a questo ruolo iniziò ad essere conosciuto dal grande pubblico e gli è stato inoltre conferito lo Young Investigator Award ai Bayerischer Filmpreis 2000.
Nel 2001 ottiene un altro ruolo importante, quello del giovane punk Engel nel film Engel & Joe, in cui recita al fianco di Jana Pallaske. Sempre nello stesso anno ha recitato in altri due film importanti: Il nemico alle porte con  Jude Law e Joseph Fiennes e in un piccolo ruolo in Heidi con Cornelia Gröschel e Paolo Villaggio.
Nel 2004 recita nel film di Marco Kreuzpaintner Summer Storm (Sommersturm in tedesco), in cui interpreta Tobi, un membro di una squadra di canottaggio che si innamora del suo compagno di squadra Achim (Kostja Ullmann). Il film ha ricevuto numerosi premi, e lo stesso attore ha vinto un Undine Award nella categoria Bester jugendlicher Hauptdarsteller in einem Kinospielfilm.
Nel 2006 ha recitato nei film Schwarze Schafe e Peer Gynt, tratto dall'omonima opera teatrale. Nello stesso anno ha inoltre rifiutato il ruolo di protagonista in un film sulla vita di Falco, perché non sarebbe stato in grado di interpretare adeguatamente la vita di un uomo di quarant'anni.
Nel 2009 ha recitato nel ruolo di Rumpelstilzchen in un episodio della serie Le più belle fiabe dei fratelli Grimm e nel film drammatico Zarte Parasiten.
Nel 2010 ha interpretato il ruolo di Alfred Schrammel nel film Kottan ermittelt: Rien ne va plus diretto da Peter Patzak.
Per quanto riguarda la carriera musicale, nel 2000 ha formato un gruppo musicale rock chiamato Gary, assieme a David Winter e Rasmus Englerwhere, in cui lui è il cantante solista e chitarrista. Nel 2007 ha fondato assieme a Bernhard Kern l'etichetta indipendente Siluh Records che produce vari generi musicali.
Dal 2010 è di nuovo in attività con la sua band, i Gary, che nello stesso anno hanno pubblicato il singolo Will You e l'LP One Last Hurrah For The Lost Beards Of Pompeji.
Durante la sua carriera ha collaborato anche con la Indie band Escorial Gruen.

### Vita privata
L'attore ha iniziato ad avere successo in giovane età ma a causa di questo ha sofferto di agorafobia e di attacchi di panico. Per il suo stile di vita "alternativo", le sue tendenze anarchiche e le dichiarazioni a volte ottuse e goffe, i media tedeschi hanno parlato di lui come di un giovane ribelle, e questo lo ha portato a recitare anche in ruoli di questo genere, come ad esempio nel film Engel & Joe.
Verso la metà del 2004, poco prima dell'inizio delle riprese di Summer Storm, ha conosciuto la sua fidanzata Sophia, cantante dei Jellybeats.

## Filmografia

### Cinema
- Omicidi sul set (Kai Rabe gegen die Vatikankiller), regia di Thomas Jahn (1998)
- Sonnenallee, regia di Leander Haußmann (1999)
- Crazy, regia di Hans-Christian Schmid (2000)
- 180°, regia di Toby Bräuhauser e Gregor Hutz (2001)
- Il nemico alle porte (Enemy at the Gates), regia di Jean-Jacques Annaud (2001)
- Heidi, regia di Markus Imboden (2001)
- Engel & Joe, regia di Vanessa Jopp (2001)
- Brombeerchen, regia di Oliver Rihs (2002)
- Klaustrophobie, regia di Carlos Dessbesell-Schüler - cortometraggio (2002)
- Noch fünf Stunden, regia di Nils Daniel Finckh - cortometraggio (2002)
- Sophiiiie!, regia di Michael Hofmann (2002)
- Verschwende deine Jugend, regia di Benjamin Quabeck (2003)
- Donau, Duna, Dunaj, Dunav, Dunarea, regia di Goran Rebic (2003)
- Felix Ende, regia di Thomas Schwendemann (2004)
- Sommersturm, regia di Marco Kreuzpaintner (2004)
- L'eretico - Un gesto di coraggio, regia di Piero M. Benfatti (2005)
- Die Frau vom vierten Foto unten rechts, regia di Andreas Pieper - cortometraggio (2006)
- Schwarze Schafe, regia di Oliver Rihs (2006)
- Freigesprochen, regia di Peter Payer (2007)
- Berlin am Meer, regia di Wolfgang Eissler (2008)
- Krabat e il mulino dei dodici corvi (Krabat), regia di Marco Kreuzpaintner (2008)
- Love Me Forever, regia di Åsa Faringer e Ulf Hultberg (2008)
- Flores negras, regia di David Carreras (2009)
- Unter Strom, regia di Zoltan Paul (2009)
- Zarte Parasiten, regia di Christian Becker e Oliver Schwabe (2009)
- Jud Süss - Film ohne Gewissen, regia di Oskar Roehler (2010)
- Der Mann, der über Autos sprang, regia di Nick Baker-Monteys (2010)
- Kottan ermittelt: Rien ne va plus, regia di Peter Patzak (2010)
- Adams Ende, regia di Richard Wilhelmer (2011)
- Wie man leben soll, regia di David Schalko (2011)
- Say Goodbye to the Story (ATT 1/11), regia di Christoph Schlingensief - cortometraggio (2012)
- Bis zum Horizont, dann links!, regia di Bernd Böhlich (2012)
- Diplomacy - Una notte per salvare Parigi (Diplomatie), regia di Volker Schlöndorff (2014)
- Alles inklusive, regia di Doris Dörrie (2014)
- Kafkas Der Bau, regia di Jochen Alexander Freydank (2014)
- Taxi, regia di Kerstin Ahlrichs (2015)
- Solness, regia di Michael Klette (2015)
- Anhedonia, regia di Patrick Siegfried Zimmer e Robert Stadlober (2016)
- Freddy/Eddy, regia di Tini Tüllmann (2016)
- Trench 11, regia di Leo Scherman (2017)
- Dreigroschenfilm, regia di Joachim Lang (2018)
- Und der Zukunft zugewandt, regia di Bernd Böhlich (2018)
- Berlin, I Love You, regia collettiva (2019)
- Leberkäsjunkie, regia di Ed Herzog (2019)
- Glück Gehabt, regia di Peter Payer (2019)
- Die Saat, regia di Mia Meyer (2021)
- Schweigend steht der Wald, regia di Saralisa Volm (2022)
- LasVegas, regia di Kolja Malik (2023)
- Ein ganzes Leben, regia di Hans Steinbichler (2023)
- Am Ende wird alles sichtbar, regia di Peter Keglevic (2023)
- Andrea lässt sich scheiden, regia di Josef Hader (2024)
- Führer und Verführer, regia di Joachim Lang (2024)

### Televisione
- Ausweglos, regia di Sigi Rothemund – film TV (1995)
- Squadra Speciale Cobra 11 (Alarm für Cobra 11 - Die Autobahnpolizei) – serie TV, episodio 1x09 (1996)
- Nach uns die Sintflut, regia di Sigi Rothemund – film TV (1996)
- Ciao dottore! (Hallo, Onkel Doc!) – serie TV, episodio 3x09 (1996)
- Mama ist unmöglich – serie TV, episodi 1x07-1x11-1x13 (1997)
- Corinna Pabst: Fünf Kinder brauchen eine Mutter, regia di Georg Schiemann – film TV (1997)
- Der letzte Zeuge – serie TV, episodio 1x04 (1998)
- Schimanski sul luogo del delitto (Schimanski) – serie TV, episodio 1x05 (1998)
- Alphateam - Die Lebensretter im OP – serie TV, episodio 3x24 (1998)
- Polizeiruf 110 – serie TV, episodio 28x03 (1999)
- Operation Phoenix - Jäger zwischen den Welten – serie TV, episodio 1x07 (1999)
- Die Todesgrippe von Köln, regia di Christiane Balthasar – film TV (1999)
- Die Cleveren – serie TV, episodio 1x06 (1999)
- Die Wache – serie TV, episodio 6x16 (1999)
- Bella Block – serie TV, episodio 1x07 (2000)
- Liebst du mich, regia di Gabriela Zerhau – film TV (2000)
- Der Sommer mit Boiler, regia di Anna Justice – film TV (2000)
- Verdammt verliebt – serie TV, episodi 1x01-1x02 (2002)
- Il destino di un principe (Kronprinz Rudolf/Kronprinz Rudolfs letzte Liebe), regia di Robert Dornhelm – film TV (2006)
- Peer Gynt, regia di Uwe Janson – film TV (2006)
- Rahel - Eine preußische Affäre, regia di Catharina Deus e Gabriele Conrad – film TV (2009)
- Le più belle fiabe dei fratelli Grimm (Sechs auf einen Streich/Acht auf einen Streich) – serie TV, episodio 2x12 (2009)
- Maria di Nazaret, regia di Giacomo Campiotti – miniserie TV (2012)
- Soko 5113 (Soko München) – serie TV, episodio 38x12 (2012)
- Passioni fatali (Die Frau hinter der Wand), regia di Grzegorz Muskala – film TV (2013)
- Steirerblut, regia di Wolfgang Murnberger – film TV (2014)
- Uli Hoeneß - Der Patriarch, regia di Christian Twente – film TV (2015)
- Hubert und Staller - Unter Wölfen, regia di Jan Markus Linhof – film TV (2016)
- Das Sacher. In bester Gesellschaft, regia di Robert Dornhelm – miniserie TV (2016)
- Linea di separazione (Tannbach - Schicksal eines Dorfes) – serie TV, episodi 2x01-2x02-2x03 (2018)
- Der große Rudolph, regia di Alexander Adolph – film TV (2018)
- Schnell ermittelt – serie TV, episodio 6x06 (2018)
- Kleine Sünden – serie TV, episodio 1x12 (2018)
- Kühn hat zu tun, regia di Ralf Huettner – film TV (2019)
- Ultima traccia: Berlino (Letzte Spur Berlin) – serie TV, episodio 8x04 (2019)
- Das Institut, Oase des Scheiterns – serie TV, 9 episodi (2017-2019)
- Das Boot – serie TV, 16 episodi (2018-2020)
- Das Quartett – miniserie TV (2020)
- Waidmannsdank, regia di Daniel Prochaska – film TV (2020)
- Die Unschuldsvermutung, regia di Michael Sturminger – film TV (2021)
- Familiensache – serie TV, 9 episodi (2021)
- Tatort – serie TV, 5 episodi (1999-2022)
- Gli omicidi del lago (Die Toten vom Bodensee) – serie TV, episodio 1x15 (2022)
- Schnee – serie TV, episodio 1x01 (2023)

## Doppiaggio
- Tommy in Una classe di monelli per Jo
- Lucky in La carica dei 101 - La serie
- Hlynur e Marinó Sigurðsson in I Flintstones
- Joe Roberts in Shakespeare in Love
- Joseph Mazzello in  Il mondo perduto - Jurassic Park
- Jim Hawkins in Il pianeta del tesoro
- Howl in Il castello errante di Howl
- Cody Maverick in Surf's Up - I re delle onde
- Brian Levinson in Matilda 6 mitica